# Luppaz
Luppaz o Lupaz (in croato Lupac) è un'isola della Croazia a est di Sebenico e a sud di Provicchio. Appartiene alla municipalità di Vodizze, nella regione di Sebenico e Tenin e fa parte dell'arcipelago di Sebenico.

## Geografia
Luppaz è situata a sud-est dell'insenatura di porto Provicchio (Prvić-luka), a 250 m da punta San Lorenzo (rt Lorenčevica) e 750 m circa a est di punta Provicchio (rt Prvić). È separata dalla costa dalmata (1,7 km a est) dal canale di Sebenico (Šibenski kanal). A sud-est, il canale Porta di Sebenico (Šibenska vrata), che conduce al canale di Sant'Antonio (kanal Sv. Ante), l'entrata al porto di Sebenico, la separa da Zlarino.
L'isola ha una superficie di 0,336 km², uno sviluppo costiero di 2,24 km e un'altezza massima di 59 m. A punta Cavallo (rt Konj), la sua punta meridionale, c'è un piccolo faro.

### Isole adiacenti
- Scoglio Gagliola[3][7] (hrid Galiola), piccolo scoglio con un'area di 876 m²[14] e un'altezza di 1,4 m[2], situato a ovest di Luppaz, alla stessa distanza (550 m[2] circa) da quest'ultimo e da punta Provicchio 43°42′52″N 15°48′07″E.
- Zlarino (Zlarin), a sud-est.
- Secca Roseniga[11][15] (pličina Roženik), situata tra Luppaz e punta Acuta[11][16] (Vela Oštrica), la punta settentrionale di Zlarino; è indicata da un piccolo faro[17] 43°42′45″N 15°49′34″E.

### Cartografia
- (HR) Mappa topografica della Croazia 1:25000, su preglednik.arkod.hr. URL consultato il 17 giugno 2017.
- G. Giani, Carta prospettiva delle Comuni censuarie della Dalmazia, foglio 6, 1839. Fondo Miscellanea cartografica catastale, Archivio di Stato di Trieste.